# 桜木ジェイアール
桜木 ジェイアール（さくらぎ ジェイアール、1976年〈昭和51年〉10月30日 - ）は、日本のプロバスケットボール選手で指導者。アメリカ合衆国カリフォルニア州ベーカーズフィールド出身。ポジションはパワーフォワード兼センター。役職はスーパーバイジングコーチ。B.LEAGUE・富山グラウジーズ所属。旧名はジェイアール・ヘンダーソン（JR Henderson, 本名: Milton Henderson Jr.）。

## 来歴・人物
カリフォルニア大学ロサンゼルス校（UCLA）在学中の1994-1995シーズンに、1年生ながら一試合平均9.2点をあげ、全米大学バスケット選手権での優勝に貢献。CBAを経て、1998年のNBAドラフトの2巡目で指名を受けてバンクーバー・グリズリーズでプレー。フランスやベネズエラでプレーをし、2001年にアイシン（現：シーホース三河）に入団。
インサイドでのポストプレーでチームの中心となり、2002年からのオールジャパン4連覇。2002-03・2003-04のスーパーリーグ連覇に貢献。
2007年に日本国籍を取得。北京オリンピック予選を兼ねるアジア選手権の日本代表に選ばれる。NBA経験者の代表入りは史上初。
2008年、オールジャパン決勝で34点を獲得し優勝に貢献、ベスト5に選出された。2008年含めて、計6回ベスト5に選出されている。
2017年4月1日のBリーグ、京都ハンナリーズ戦で来日通算9000得点を達成した。
「桜木」と言う苗字は「桜の木は希望や明るい気持ちを与える。そのような存在でいたいから」と言う思いから付けられた。なお、日本のバスケットボール漫画『スラムダンク』の主人公・桜木花道と同姓であるが、ジェイアール本人はそれまでその漫画の存在を知らず、全くの偶然だという。
日本バスケットボールリーグのオールスターの常連でもあり、JBL時代は3シーズン連続MVPを受賞している。
2017-18シーズンではインサイドプレイヤーながら平均5,3アシストを記録する等、視野が広い選手である。まずゴール下で面を取り、相手がダブルチームに来ればフリーになった味方にパスを捌き、来なければ巧みなポストプレーで得点する。彼のパスは金丸を筆頭とした三河のシューター達を生かす。さながら彼の存在そのものが、三河の戦術の一つと言えるほどチームの攻守に欠かせない選手。
2019-20シーズンをもって引退を発表した。引退後はWリーグに所属するアイシン・エィ・ダブリュ ウィングスのテクニカルアドバイザーに就任する。またB.LEAGUEに所属する越谷アルファーズのテクニカルアドバイザーにも就任した。
2021-22シーズンから、監督に匹敵するスーパーバイジングコーチに就任した。
2022-23シーズンも前シーズンと同様に越谷アルファーズのスーパーバイジングコーチを務めていたが、シーズン途中の3月13日に現役選手に復帰した。東京Z戦にてダンクなどで得点も記録している。当シーズン終了後に越谷を退団し、2023-24シーズンからは富山グラウジーズのスーパーバイジングコーチに就任した。

## 個人成績

### B.LEAGUE

#### レギュラーシーズン
| シーズン   | チーム | GP | GS | MPG   | FG%  | 3P%  | FT%  | RPG | APG | SPG | BPG | TO  | PPG  |
| ---------- | ------ | -- | -- | ----- | ---- | ---- | ---- | --- | --- | --- | --- | --- | ---- |
| B1 2016-17 | 三河   | 57 | 57 | 23:37 | 53.4 | 23.5 | 68.6 | 7.0 | 4.1 | 0.4 | 0.1 | 1.6 | 11.6 |
| B1 2017-18 | 三河   | 59 | 57 | 29:00 | 55.6 | 16.1 | 75.8 | 8.4 | 5.3 | 0.7 | 0.1 | 1.8 | 15.5 |
| B1 2018-19 | 三河   | 53 | 38 | 28:00 | 51.0 | 18.2 | 71.7 | 6.9 | 5.1 | 0.7 | 0.1 | 1.5 | 12.8 |
| B1 2019-20 | 三河   | 40 | 28 | 22:26 | 53.1 | 27.3 | 67.7 | 5.2 | 3.0 | 0.6 | 0.2 | 1.2 | 7.8  |

#### ポストシーズン
| シーズン   | チーム | GP | GS | MPG   | FG%  | 3P%  | FT%  | RPG | APG | SPG | BPG | TO  | PPG |
| ---------- | ------ | -- | -- | ----- | ---- | ---- | ---- | --- | --- | --- | --- | --- | --- |
| CS 2016-17 | 三河   | 4  | 4  | 21:11 | 50.0 | 20.0 | 75.0 | 3.5 | 2.8 | 0.5 | 0.3 | 1.8 | 8.0 |
| CS 2017-18 | 三河   | 4  | 4  | 26:11 | 28.6 | 0.0  | 81.8 | 7.5 | 4.3 | 0.0 | 0.0 | 1.5 | 6.3 |